# William Sims Bainbridge
William Sims Bainbridge (12 ottobre 1940) è un sociologo statunitense residente in Virginia.

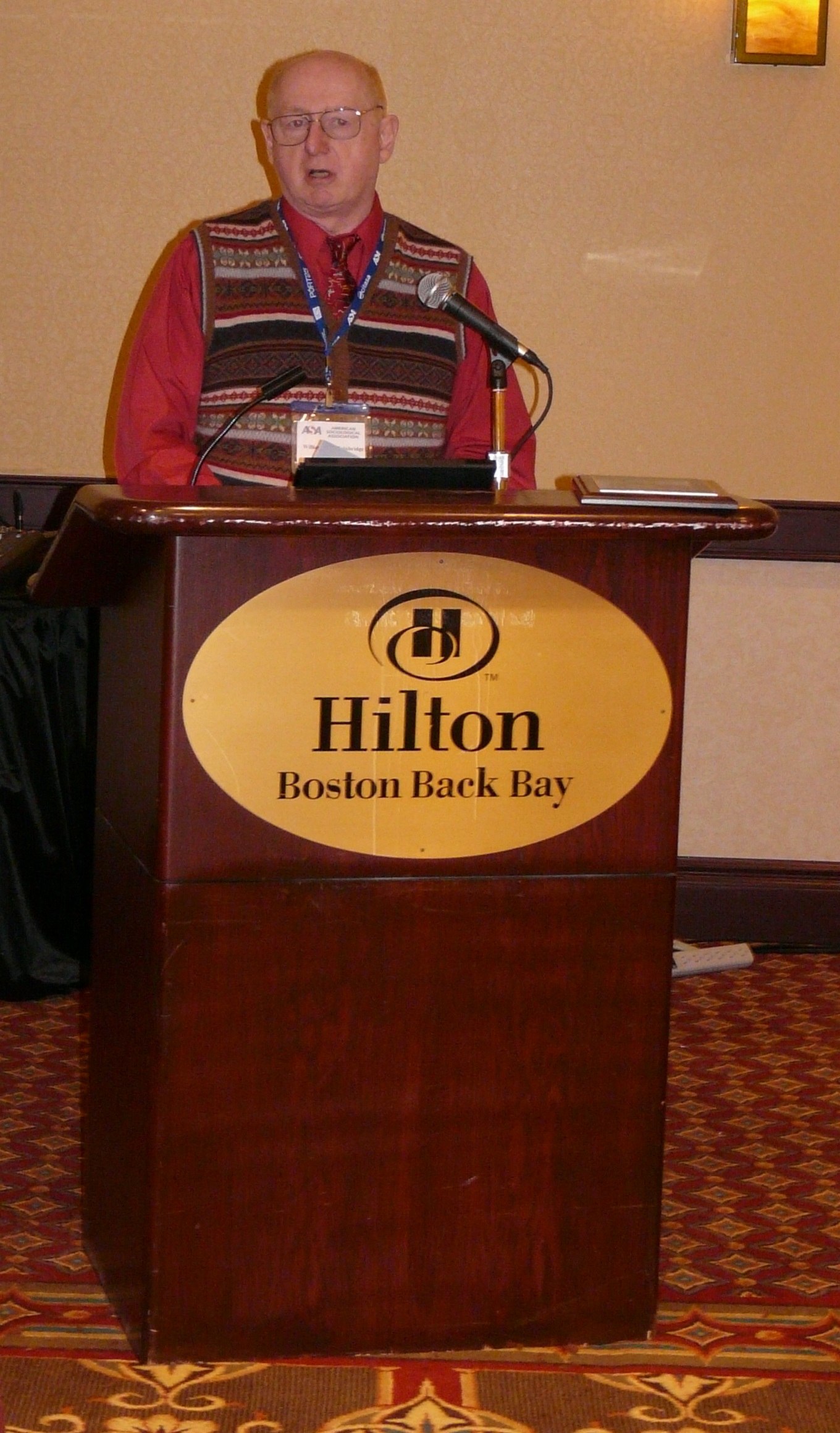
Cerimonia di premiazione per William Sims Bainbridge tenuta dalla sezione CITASA di ASA (2008, Boston)

È il co-direttore del settore Human-Centered Computing (HCC, lett. "calcolo incentrato sull'uomo") della National Science Foundation (NSF). È il primo direttore di ricerca dell'Institute for Ethics and Emerging Technologies, creato nel 2004. Bainbridge è principalmente noto per il suo lavoro sulla sociologia della religione; ha anche pubblicato lavori di studio sulla sociologia del videogioco.